# Ladrões de Cinema
Ladrões de Cinema é um filme de comédia produzido no Brasil dirigido por Fernando Coni Campos e lançado em 1977.

## Sinopse
Durante o carnaval, no Rio de Janeiro, uma equipe de cineastas norte-americanos tem seu material de filmagem roubado pelo bloco de índios que eles documentavam. Os ladrões, favelados do morro do Pavãozinho, resolvem eles mesmos fazer um filme tendo por tema a Inconfidência Mineira. Toda a população do morro adere à ideia com o mesmo espírito e a alegria da preparação de uma escola de samba, com exceção de Silvério, que preferia vender o equipamento e dividir o dinheiro. O filme é realizado mas a polícia recupera o equipamento e prende os ladrões. Os americanos levam o filme dos favelados para os Estados Unidos, lançando-o com o título Sweet Thieves, com sucesso de público e crítica. No dia da estreia, no Brasil, os favelados comparecem à sessão algemados, levados por um camburão da polícia.

## Elenco
| Ator/Atriz                   | Papel           |
| ---------------------------- | --------------- |
| Milton Gonçalves             | Luquinha        |
| Ruth de Souza                | Rainha Louca    |
| Grande Otelo                 | Ruy Zebra       |
| Antônio Pitanga              | Fuleiro         |
| Lutero Luiz                  | Silvério        |
| Tamara Taxman                |                 |
| Léa Garcia                   | Carlota Escrava |
| Rodolfo Arena                | Português       |
| Luiza Barreto Leite          | Americana       |
| Cléa Simões                  | Inácia          |
| Wilson Grey                  | Urso            |
| Regina Linhares              | Eugênia         |
| Célia Maracajá               | Marília         |
| Procópio Mariano             | Gordo           |
| Vera Regina                  | Dona Maria      |
| Ana Maria Nascimento e Silva | Americana       |